# Санникола
Санникола (итал. Sannicola) — коммуна в Италии, располагается в регионе Апулия, в провинции Лечче.
Население составляет 6058 человек (2008 г.), плотность населения составляет 228 чел./км². Занимает площадь 27 км². Почтовый индекс — 73017. Телефонный код — 0833.
Покровительницей коммуны почитается Пресвятая Богородица (S. Maria delle Grazie), празднование 8 сентября.

## Демография
Динамика населения:

## Администрация коммуны
- Официальный сайт: http://www.comune.sannicola.le.it/